# 西西里酋長國
西西里酋长国（阿拉伯语：إِمَارَة صِقِلِّيَة，罗马化：ʾImārat Ṣiqilliya）是一个伊斯兰王国，从831年到1091年统治着西西里岛。  它的首都是巴勒莫（阿拉伯语：Bal'harm），在此期间，它成为穆斯林世界的一个主要文化和政治中心。
652年，当来自伊夫里奇亚的穆斯林军队开始发动袭击时，西西里岛是拜占庭帝国的一部分。通过从827年到902年的一系列长期冲突，他们逐渐征服了整个西西里岛，只有位于最东北部的罗梅塔据点坚持到965年。
在穆斯林的统治下，该岛变得越来越繁荣和国际化。贸易和农业蓬勃发展，巴勒莫成为欧洲最大和最富有的城市之一。西西里岛变得多宗教和多语言，发展出一种独特的阿拉伯-拜占庭文化，将伊斯兰的阿拉伯和柏柏尔移民的元素与当地希腊-拜占庭和犹太社区的元素相结合。从11世纪初开始，酋长国开始因内部纷争和王朝纠纷而分裂。罗杰一世领导的基督教诺曼雇佣军最终征服了该岛，于1071年建立了西西里郡；岛上最后一座穆斯林城市诺托于1091年陷落，标志着伊斯兰教在西西里的统治结束。
酋长国两个多世纪的伊斯兰统治在现代西西里岛留下了一些痕迹。在西西里岛的语言和当地的地名中仍有少量的阿拉伯语影响；更大的影响是源自西西里阿拉伯语的马耳他语。其他的文化遗迹可以在岛上的农业方法和农作物、当地美食和建筑中找到。

## 背景
由于其位于地中海中心的战略位置，西西里岛有着被各种文明定居和争夺的漫长历史。希腊和腓尼基的殖民地至少在公元前九世纪就已经存在，并在几个世纪里断断续续地发生冲突。公元前六至三世纪，迦太基人和西西里希腊人之间的冲突继续扩大，其中以强大的锡拉库扎城邦为最。在罗马和迦太基之间的布匿战争中，西西里岛成为双方的主要权力基地和战争场所，之后该岛最终被纳入罗马共和国和帝国。到了公元五世纪，经过近七百年的罗马统治，西西里岛已经彻底罗马化和基督教化。但在西罗马帝国的衰落中，在狄奥多里克大帝于488年征服意大利大部分地区后，西西里岛落入了日耳曼人奥斯特罗格人的手中。

## 穆斯林对西西里的第一次进攻
公元535年，拜占庭皇帝查士丁尼一世为定都在君士坦丁堡的东罗马帝国重新征服了西西里，此时这个今日被称作拜占庭帝国的政权在西方的势力减弱，同时在先知穆罕默德于632年去世后，世界上第一个主要的穆斯林国家正统哈里发国在中东出现。在25年的时间中，哈里发国成功吞并了萨珊王朝的大部分领土，以及此前罗马帝国在黎凡特和北非的领土。652年，在第三任哈里发奥斯曼·本·阿凡的带领下，穆斯林占领了岛上的大部分地区，但此次穆斯林的占领时间很短，他们在奥斯曼去世后就离开了此岛。
到了7世纪末，穆斯林征服马格里布后，占领了西西里岛附近的港口城市迦太基，使得穆斯林势力得以在此建造造船厂和永久基地，以此对西西里发动更持久的进攻。
公元700年，潘泰莱里亚岛被穆斯林攻占，但此时穆斯林之间的不和阻止了他们对西西里的入侵，最终他们与拜占庭人签订了贸易协议，穆斯林商人被允许在西西里港口进行货物贸易。
740年，阿拉伯人发动了第一次真正征服性质的远征，曾经参与728年进攻的指挥官哈比卜·伊本·阿比·乌拜达·菲赫里成功攻占了叙拉古。虽然他们已经准备好征服整个西西里岛，但由于马格里布爆发了柏柏尔人起义，远征队被迫回到了突尼斯。752年进行的第二次远征目的仅仅是再次洗劫叙拉古。 